# Национална футболна дивизия
От 1937 до 1940 г. шампионатът на България се е провеждал в една обща национална футболна дивизия по точковата система. Дивизията се е състояла от 10 клуба.

## История
До създаването на Националната футболна дивизия, шампионът се определя в турнир на елимицнационен принцип с участието на областните първенци, завършващ с финален мач за титлата.
В средата на септември 1937 година Българската Национална Спортна Федерация (БНСФ) взема решение да премине към по-модерна формула, учредявяайки Национална футболна дивизия. В нейния състав са включени осем отбора – първите три отбора от последния сезон в първенството на София, първите два от Варна, плюс Ботев (Пловдив), Левски (Русе) и Георги Дражев (Ямбол) – предпочетен пред Черноморец (Бургас), който няма подходящо игрище. Впоследствие участниците в елита са увеличени до 10. Добавени са четвъртият в София – Славия (София) и Черноморец (Бургас). По регламент, в края на сезона изпадат последните два отбора в класирането.
Първите срещи се играят на 17 октомври 1937 година. В началото интересът е много по-голям в провинцията, в сравнение със столицата. Големият проблем са пътните разноски, задушаващи клубовете, въпреки че властите отпускат на играчите отстъпка в размер на 65% от билетите по БДЖ. Другият проблем е съдийството и по-специално сигурността на реферите. В началото най-сериозно изглежда положението в Русе. Впоследствие избухва голям скандал и в Ямбол, където местния Георги Дражев среща Ботев (Пловдив). На срещата е пребит софийския съдия Никола Барутчийски. Неспокойно е и във Варна, където на градското дерби между Тича и Владислав се лее кръв и се вадят ножове. В резултат на футболно-руфурската колегия (ФРК) отказва да изпраща наряди в града. Кризата временно е преодоляна в средата на декември 1938 г. след намесата на БНСФ. Впоследствие конфликтът се разгаря отново в началото на сезон 1939/40, когато съдиите обявяват генерална стачка – отново заради сигурността. В крайна сметка БНСФ успява да потуши напрежението.
През 1940 г. се стига до нова драма, заради факта, че в елита се събират 7 софийски отбора. ЗА провинцията остават само 3 места. След серия организационни препирни в средата на октомври Националната футболна дивизия е закрита и шампионът отново се определя в турнир на елиминации 

## Шампиони на България
| Година  | Победител      | Втори             | Трети          | Голмайстор       | Клуб           | Гола         | Треньор         |
| ------- | -------------- | ----------------- | -------------- | ---------------- | -------------- | ------------ | --------------- |
| 1939/40 | ЖСК (София)    | Левски (София)    | Славия (София) | Янко Стоянов     | Левски (София) | 14 (18 мача) | Стефан Чумпалов |
| 1938/39 | Славия (София) | Владислав (Варна) | Тича (Варна)   | Георги Пачеджиев | АС-23 (София)  | 14 (18 мача) | Франц Кьолер    |
| 1937/38 | Тича (Варна)   | Владислав (Варна) | Шипка (София)  | Крум Милев       | Славия (София) | 12 (18 мача) |                 |

### По отбор
Бележка: В получер са отборите, които участват в настоящото първенство на А група. Отборите в курсив вече не съществуват.
| Отбор             | Шампион | Вицешампион | Трето място (полуфинал)***** | Шампионат                 |
| ----------------- | ------- | ----------- | ---------------------------- | ------------------------- |
| Славия (София)    | 1       | 0           | 1                            | 1937/38, 1938/39, 1939/40 |
| Тича (Варна)      | 1       | 0           | 1                            | 1937/38, 1938/39          |
| ЖСК (София)       | 1       | 0           | 0                            | 1939/40                   |
| Владислав (Варна) | 0       | 2           | 0                            | 1938/39                   |
| Левски (София)    | 0       | 1           | 0                            | 1939/40                   |
| Шипка (София)     | 0       | 0           | 1                            | 1937/38                   |

#### По градове
Таблицата показва българските шампиони по градове.
| Място | Град  | Титли | Печеливши отбори    |
| ----- | ----- | ----- | ------------------- |
| 1     | София | 2     | Славия (1), ЖСК (1) |
| 2     | Варна | 1     | Тича* (1)           |

* Черно море (Варна) е създаден след обединението на Владислав и Тича и приема историята и традициите на Тича.
* Локомотив (София) е приемник на ЖСК (София).

## Вечна ранглиста на Национална футболна дивизия
- Отборите с удебелен шрифт са настоящи участници през сезон 2017/18.

| М  | Отбор                 | Н | С | М  | П  | Р  | З  | Г.Р.   | Т  |
| -- | --------------------- | - | - | -- | -- | -- | -- | ------ | -- |
| 1  | Славия (София)        | 1 | 3 | 52 | 28 | 9  | 17 | 90:75  | 65 |
| 2  | Тича (Варна)          | + | 3 | 52 | 24 | 16 | 14 | 61:59  | 64 |
| 3  | Левски (София)        | 1 | 3 | 52 | 24 | 10 | 20 | 88:69  | 58 |
| 4  | ФК 13 (София)         | + | 3 | 52 | 20 | 16 | 18 | 96:86  | 56 |
| 5  | Владислав (Варна)     | + | 3 | 52 | 20 | 15 | 20 | 82:66  | 55 |
| 6  | Шипка (София)         | + | 3 | 52 | 21 | 12 | 21 | 86:76  | 54 |
| 7  | Левски (Русе)         | + | 3 | 52 | 17 | 15 | 22 | 68:75  | 48 |
| 8  | АС 23 (София)         | + | 2 | 36 | 19 | 3  | 14 | 79:52  | 41 |
| 9  | Спортклуб (Пловдив)   | 1 | 2 | 36 | 12 | 13 | 11 | 45:45  | 37 |
| 10 | ЖСК (София)           | 2 | 1 | 18 | 10 | 3  | 5  | 31:27  | 23 |
| 11 | Черноморец (Бургас)   | + | 2 | 34 | 4  | 8  | 24 | 47:101 | 16 |
| 12 | Ботев (Пловдив)       | 1 | 2 | 16 | 5  | 2  | 11 | 28:44  | 12 |
| 13 | Георги Дражев (Ямбол) | 4 | 1 | 16 | 3  | 4  | 11 | 18:44  | 10 |

Легенда:
- М – място в ранглистата;
- Отбор – име на отбора;
- Н – настоящето ниво на футболната ни пирамида, на което се намира отборът към началото на сезон 2015/2016 (1 = А ФГ; 2 = Б ФГ; 3 = В АФГ; 4 = A ОФГ; Д = отборът поддържа само юношеска школа; + = отборът не съществува);
- С – брой изиграни сезони в елитната група от 1938 до 1940 г.;
- М – общо изиграни мачове през този период;
- П – общо победи през този период;
- Р – общо равни срещи през този период;
- З – общо загуби през този период;
- Г.Р. – общо вкарани и общо получени голове през този период (включително голове от присъдени служебни победи и загуби);
- Т – общо спечелени точки – за победа се начисляват 2 точки